# Бензалхлорид

Бенза́лхлори́д ― хлороорганічна сполука з формулою {\displaystyle {\ce {C6H5-CHCl2}}}. За стандартних умов є безбарвною рідиною з різким запахом. Добре розчинний в органічних розчинниках, погано в воді.

## Отримання
Вперше бензалхллорид було отримано 1848 року реакцією бензальдегіду з пентахлоридом фосфору:
{\displaystyle {\ce {C6H5-CHO + PCl5 -> C6H5-CHCl2 + POCl3}}}
Але зараз сполука виготовляється виключно хлоруванням толуену:

## Хімічні властивості

### Хлорування
При хлоруванні зазвичай утворюється бензотрихлорид, а в присутності кислот Льюїса хлорується ароматичне кільце.

### Заміщення хлору
У кислому чи лужному середовищі відбувається гідроліз з утворенням бензальдегіду. Аналогічно реакція (алкоголіз) відбувається з етанолом.
При взаємодії з натрієм відбувається реакція Вюрца, в резутьтаті чого утворюється стильбен.